# Calandrinia

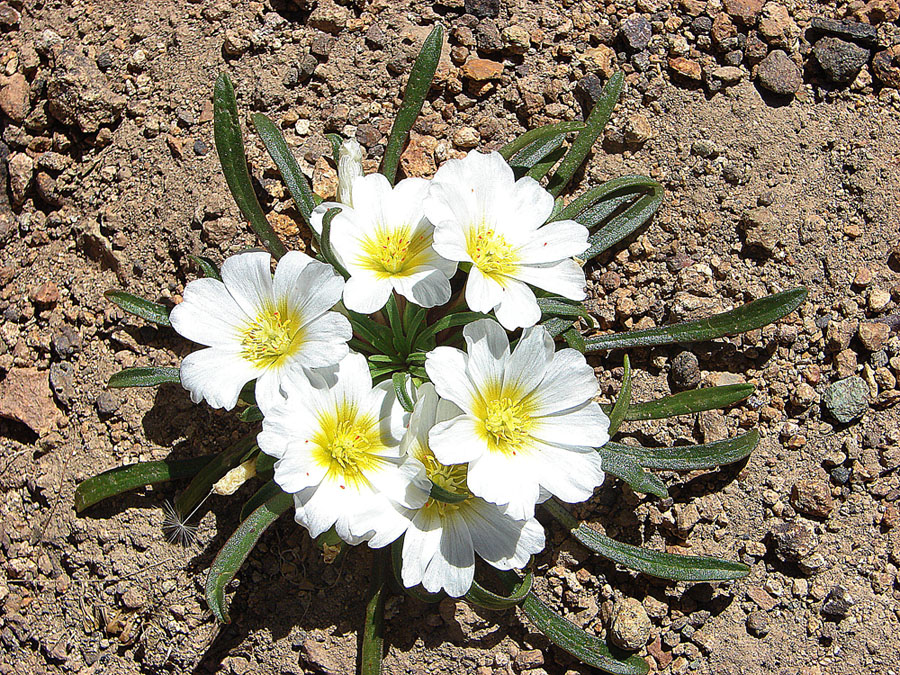
Calandrinia affinis

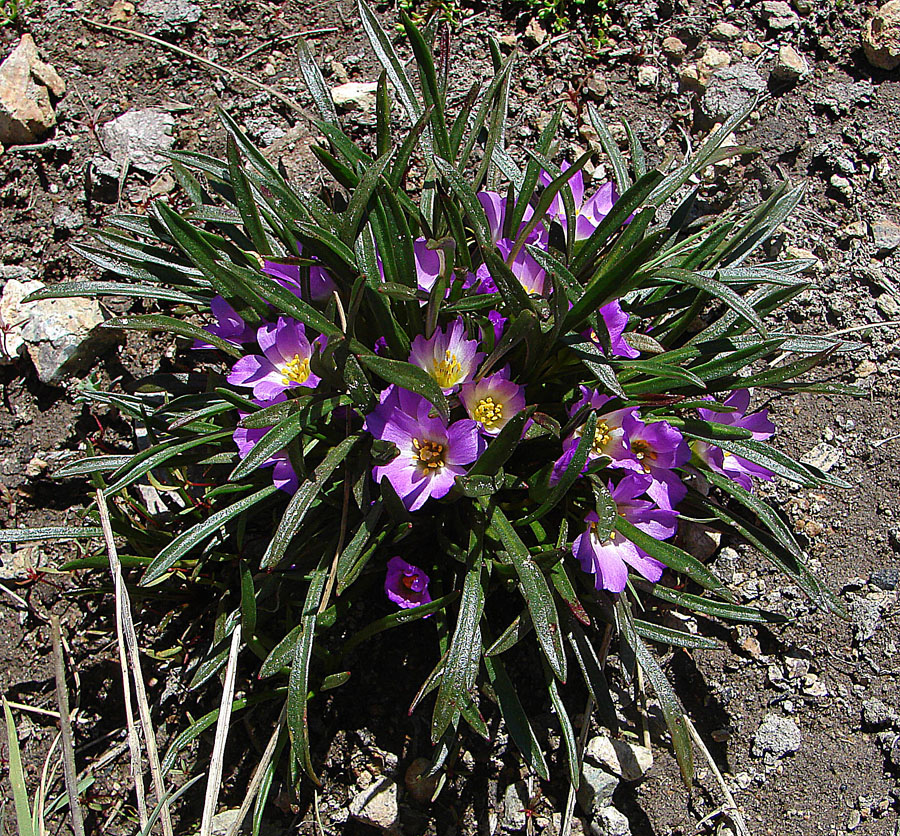
Calandrinia colchaguensis

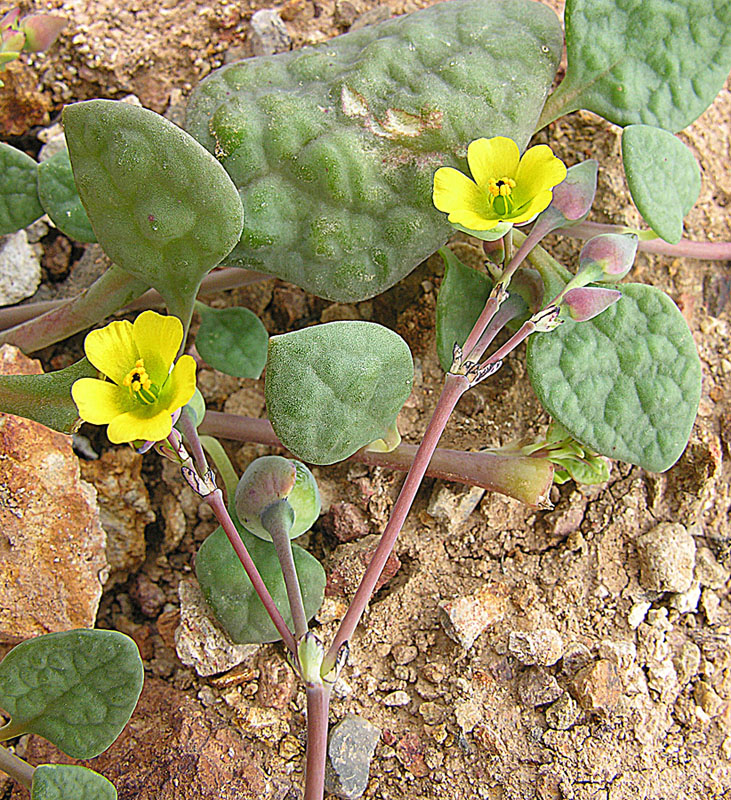
Calandrinia litoralis

Calandrinia és un gènere de plantes angiospermes de la família de les montiàcies. Sòn plantes natives del continent americà, de l'oest d'Amèrica del Nord fins a Amèrica Central, i des de Veneçuela fins a l'Argentina, també per la banda oest d'Amèrica del Sud.

## Descripció
Són plantes perennes o anuals que arriben a fer 1 m d'alt, són plantes suculentes.

## Taxonomia
Aquest gènere va ser descrit per primer cop l'any 1823 pel botànic alemany Carl Sigismund Kunth (1788-1850) al sisè volum de l'obra Nova Genera et Species Plantarum.
Aquest gènere contenia moltes més espècies i havia estat classificat dins de la família de les portulacàcies, durant les darreres dècades les anàlisis moleculars lligades a la filogènia contemporània ha dut a la reorganització dels gèneres i les espècies que hi havia dins d'altres gèneres i dins la família de les montiàcies.

## Etimologia
El nom del gènere, Calandrinia, és en honor del botànic suís del segle xviii, Jean Louis Calandrini (1703 – 1758).

### Espècies
Dins d'aquest gènere es reconeixen les 37 espècies següents:
- Calandrinia acaulis Kunth
- Calandrinia affinis Gillies ex Arn.
- Calandrinia alba (Ruiz & Pav.) DC.
- Calandrinia bracteosa Phil.
- Calandrinia breweri S.Watson
- Calandrinia caespitosa Gillies ex Arn.
- Calandrinia carolinii Hershk. & D.I.Ford
- Calandrinia ciliata (Ruiz & Pav.) DC.
- Calandrinia colchaguensis Barnéoud
- Calandrinia compacta Barnéoud
- Calandrinia conferta Gillies ex Arn.
- Calandrinia corymbosa Walp.
- Calandrinia depressa Phil.
- Calandrinia filifolia Rydb.
- Calandrinia fuegiana Gand.
- Calandrinia galapagosa H.St.John
- Calandrinia graminifolia Phil.
- Calandrinia heterophylla Rydb.
- Calandrinia involucrata Phil.
- Calandrinia lancifolia Phil.
- Calandrinia leucopogon Phil.
- Calandrinia litoralis Phil.
- Calandrinia minutissima Barnéoud
- Calandrinia monandra (Ruiz & Pav.) DC.
- Calandrinia nana Phil.
- Calandrinia nitida (Ruiz & Pav.) DC.
- Calandrinia pauciflora Phil.
- Calandrinia pilosiuscula DC.
- Calandrinia poeppigiana Walp.
- Calandrinia polyclados Phil.
- Calandrinia ranunculina J.M.Watson, A.R.Flores & Elvebakk
- Calandrinia sanguinea Phil.
- Calandrinia skottsbergii Gand.
- Calandrinia solisi Phil.
- Calandrinia spicigera Phil.
- Calandrinia taltalensis I.M.Johnst.
- Calandrinia villaroelii Phil.

### Sinònims
Els següents noms científics són sinònims de Calandrinia:
- Sinònims homotípics

- Cosmia Dombey ex Britten

- Sinònims heterotípics

- Baitaria Ruiz & Pav.
- Diazia Phil.
- Monocosmia Fenzl
- Phacosperma Haw.